# Volume (Album)
Volume ist ein Musikalbum von John Edwards. Die am 24. Januar 2008 im Utterpsalm Studio in London entstandenen Aufnahmen erschienen 2008 auf dem Label Psi.

## Hintergrund
Dieses Album ist das erste Soloalbum des britischen Bassisten John Edwards, wobei dessen Diskographie Ende der 2000er-Jahre bereits dreistellig war (so gab es Aufnahmen mit Tony Bevan, John Butcher, Paul Dunmall, Evan Parker, Eddie Prévost, Spring Heel Jack, Alex Ward, Veryan Weston, Alan Wilkinson sowie mit John Tchicai oder den Amerikanern Wadada Leo Smith und Sunny Murray), notierte John Eyles.
Mit Solo at Black Box, Cuba (2018), Just Another Day at Home… (2020) und Oslo Solo (22.10.19) (2020) legte John Edwards in späteren Jahren weitere Soloalben vor.

## Titelliste
- John Edwards: Volume (psi 08.09)[2]

1. Matter 7:23
2. Pin Drop 6:56
3. Sprung 8:41
4. Saddle 5:29
5. Tunnel 7:30
6. Half Full 4:04
7. Battery 1:50
8. From the Depths 3:21
9. Meshes 7:40

Die Kompositionen stammen von John Edwards.

## Rezeption
Nach Ansicht von John Eyles, der das Album in Dusted rezensierte, sei Edwards bereits dem Ziel einer solistischen Performance zuvor mit den großartigen Album Nisus Duets (Emanem, 2002) gekommen, aufgenommen mit dem Schlagzeuger Mark Sanders, seinem häufigen Spielpartner in vielen Gruppen. Auf diesem Album stünde Edwards oft im Vordergrund, insbesondere wenn er seinen Bogen einsetzt. Auf Volume neige Edwards wiederum mehr zu seinem Solo- als zu seinem Rhythmusspiel, obwohl es viele Beispiele für Letzteres gebe: Auf „Sprung“ würde er eine schwungvolle Basslinie mit einem rhythmischen Drive erzeugen, der Ray Brown stolz gemacht hätte … und wenn sie verpuffe, produziere er eine weitere, die genauso gut sei.
„Tunnel“ beginne mit einem langgezogenen, mit dem Bogen gespielten Dröhnen, das vollmundig und metallisch klinge und daran erinnere, dass Edwards (zusammen mit Evan Parker und Paul Hession) einer der Stars der Free Noise-Tour 2007 war, so Eyles weiter. Sobald das mit dem Bogen gespielte Dröhnen verebbe, würde sich Edwards ein Spiel gönnen, das völlig im Kontrast dazu steht, sowohl leiser als auch episodischer, bevor er das Stück mit einem zurückhaltenden Dröhnen beendet, das sich in eine kurze Wiederholung des anfänglichen Lärmfests verwandelt. Alles in allem ein typisch schön strukturiertes Stück. Listen der beliebtesten Solobass-Alben sind aus gutem Grund meist kurz, so das Resümee des Autors; „sie können harte Arbeit sein, zu viele legen den Schwerpunkt darauf, die Grenzen der Technik auszureizen – sie scheinen oft für die Anerkennung anderer Bassisten gemacht zu sein. Nicht so hier.“